# Rodney Glunder
Rodney Glunder, geboren als Rodney Faverus (1 maart 1975) is een Nederlands oud-kickbokser, die ook werkte als professioneel worstelaar, ondernemer en acteur. Hij werd tot zeven jaar gevangenisstraf veroordeeld wegens verkrachting en poging tot doodslag.

## Biografie
Rodney Glunder heeft diverse grote overwinningen geboekt op belangrijke podia: Nederlandse, Europese en wereldkampioenschappen. Glunder begon met martial arts op zijn achttiende, in de stijlen kyokushinkai en taekwondo; in beide behaalde hij de zwarte band, evenals de blauwe band in Braziliaans jiujitsu.
Glunder was jarenlang eigenaar van een stichting die zich in Amsterdam-Zuidoost bezighoudt met welzijnswerk. Hij speelde o.a. in de films Broers (2017), Nieuw Zeer (2020) en Jack Walker (2021).
Begin 2022 werd hij veroordeeld voor vijf jaar gevangenisstraf wegens gewelddadige verkrachting. In hoger beroep (2023) is Rodney veroordeeld tot zeven jaar gevangenisstraf. Het hof vond hem schuldig aan vier keer verkrachting, drie keer zware mishandeling en een keer poging tot doodslag.